# Saimyō-ji
Pour l’article homonyme, voir Saimyō-ji pour le temple de Mashiko.
Le Saimyō-ji (西明寺), Kotō-sanzan Saimyōji (湖東三山西明寺) ou encore Ryūōzan Saimyōji (龍應山西明寺), est un temple bouddhique du bourg de Kōra, dans la préfecture de Shiga, au Japon. Lieu de culte de l'école Tendai, fondé au début du IXe siècle, selon la volonté du cinquante-quatrième empereur du Japon, et dédié au bouddha de la médecine : Yakushi Nyorai, ce complexe architectural bouddhique comprend quelques trésors nationaux et un parc, classé site historique, lieu de beauté pittoresque et monument naturel du Japon. Ce dernier, peuplé de diverses espèces d'arbustes et d'arbres à fleurs, se pare de couleurs et accueille de nombreux visiteurs dès le réveil de la nature au printemps et jusqu'aux premiers froids de l'hiver.

## Histoire

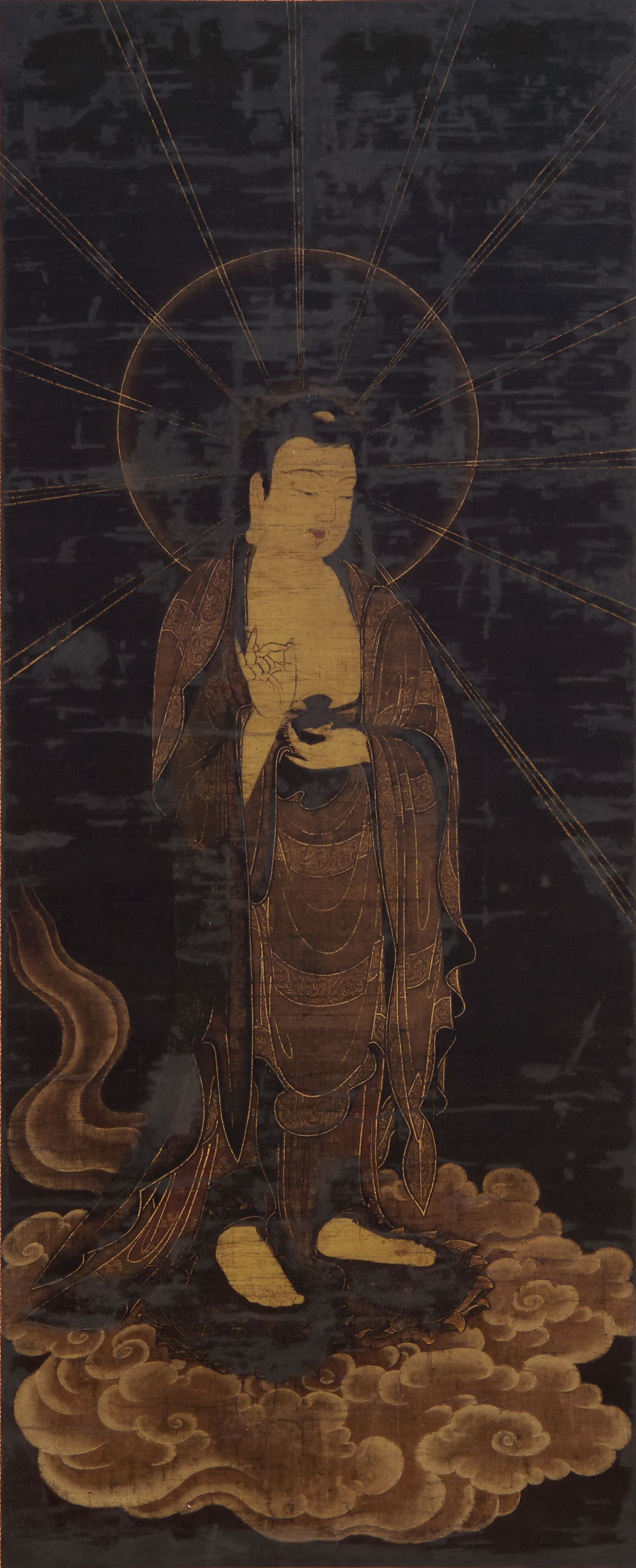
Yakushi Nyorai, le bouddha de la médecine, vénéré au Saimyō-ji.

En 834, à la demande de l'empereur Ninmyō, cinquante-quatrième empereur du Japon, le saint moine bouddhiste Sanshū, de la secte Tendai — créée en 805 par le moine Saichô (767-822) —, bâtit un temple dédié à Yakushi Nyorai, le bouddha de la médecine : le temple Saimyō, environ 11 km, à vol d'oiseau, à l'est du lac Biwa. Les différents bâtiments du lieu de culte bouddhique sont érigés à flanc de montagne boisée au pied du versant nord-ouest des monts Suzuka.
Au début du shogunat de Kamakura (1192-1333), Minamoto no Yoritomo, premier shogun de l'époque de Kamakura (1185-1333), effectue une visite officielle du temple.
En 1571, à l'époque Sengoku (milieu du XVe, fin du XVIe siècle), le daimyō Oda Nobunaga, décidé à juguler la puissance des moines-guerriers de la secte Tendai, fait détruire le quartier général de la secte : le monastère Enryaku construit dans les hauteurs du mont Hiei, en surplomb de Kyōto. Peu après, un samouraï au service de Nobunaga, Gorōzaemon, incendie le Saimyō-ji ; seuls le bâtiment principal, la pagode à trois étages et la porte d'entrée en bois du temple échappent aux ravages du feu,.
Grâce aux interventions des moines Tenkai (1536-1643) et Kōkai (1608-1695) durant l'époque d'Edo (1603-1868), le daimyō Mochizuki de la province d'Ōmi fait reconstruire l'ensemble des édifices religieux composant le complexe bouddhique Saimyō-ji, lui restituant son statut de grand centre d'études théologiques.
Le 28 décembre 1897, six mois après la promulgation de la loi portant sur la protection des sanctuaires et temples anciens,, le hondō du temple est classé trésor national, un classement confirmé en 1952, en application de la nouvelle loi sur la protection des biens culturels (文化財保護法, bunkazai hogohō) promulguée le 30 mai 1950 par le ministère de l'Éducation.
Dans le cadre de la politique de conservation du patrimoine conduite par l'État japonais, des réparations de plusieurs bâtiments classés sont réalisées durant les années 2000.

## Origine légendaire du nom du temple
Selon une légende, un jour de l'an 834, le moine Sanshū, en promenade méditative le long de la rive ouest du lac Biwa, aurait aperçu des nuages violets, en scrutant le ciel dans la direction est du lac. Une lumière éblouissante apparut soudain. Le moine, interprétant ce phénomène comme un signe des puissances célestes, se rendit à l'endroit où l'éclat de lumière s'était formé. Là, il trouva un étang au bord duquel il se mit à prier. En réponse à ses incantations, le maître de la lumière du jour, Nikkō Bosatsu, et son frère Gakkō Bosatsu, tous deux serviteurs d'Yakushi Nyorai, suivis des douze Généraux célestes, divinités protectrices du bouddha guérisseur, se manifestèrent. Apprenant le miraculeux événement, l'empereur Ninmyō ordonna qu'un temple soit construit à l'endroit où les divinités du ciel apparurent à Sanshū. Et, comme la lumière divine avait illuminé les cieux dans la direction de l'ouest, celle de la capitale impériale, le temple fut baptisé Saimyō-ji (西明寺, litt. « le temple de l'éclat lumineux de l'Ouest »).
De plus, en accord avec une croyance relevant de la géomancie chinoise, le nouveau lieu de culte se trouvant près du lac Biwa à l'est de Heian-kyō, la cité impériale étendue sur un site correspondant à un paradis terrestre, centre de convergence des influences cosmiques, selon les principes du feng shui, le temple devait être placé sous la tutelle du dragon azur de l'Est, l'un des gardiens des quatre orients (Shijin). Le préfixe honorifique Ryūōzan (龍應山, litt. « mont du dragon acquiesçant ») fut accolé au nom du monastère pour signifier qu'il était le lieu où les souhaits de chacun s'accomplissent. Celui de Kotō-sanzan (湖東三山 (ja), litt. « trois monts à l'est du lac »), indique que le Saimyō-ji fait partie d'un groupe de trois temples bouddhiques situés à l'est du lac Biwa ; les deux autres étant le Kongōrin-ji (ja) du bourg d'Aishō et le Hyakusai-ji (ja) de Higashiōmi.

## Architecture

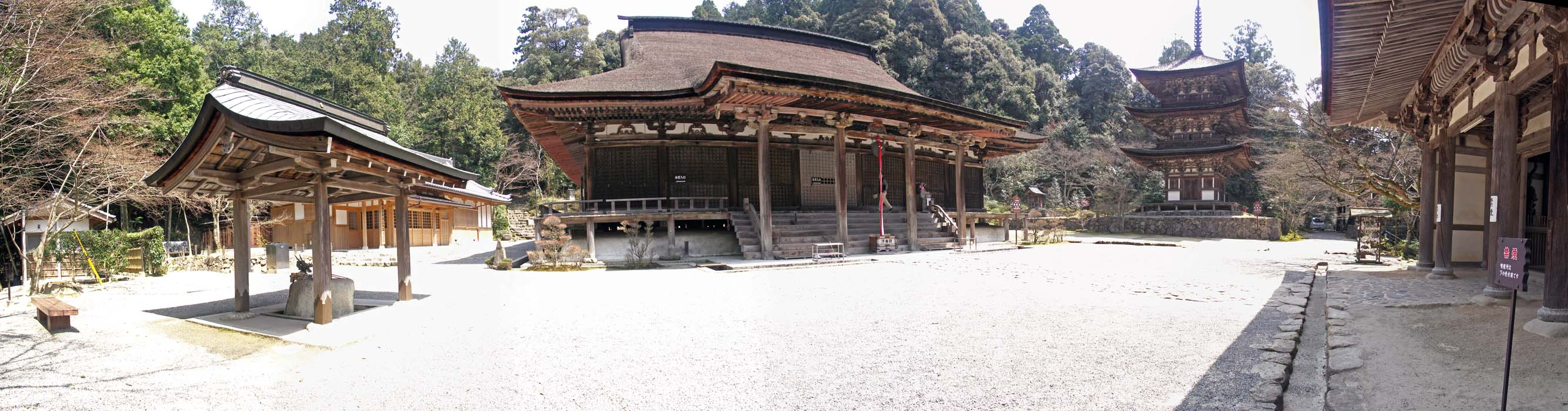
Vue de l'enceinte du temple.

Le temple Saimyō est un complexe architectural bouddhique qui comprend un bâtiment principal, deux portes, l'une d'entrée (sōmon), et l'autre principale (nitenmon), encadrée par deux statues de niō, deux pagodes, les traditionnels shōrō (clocher) et chōzuya (pavillon d'ablution), un parc arboré de sakura, d'érables du Japon, de cèdres et de cyprès, un jardin paysager (Hōraitei (蓬莱庭)), une résidence réservée aux prêtres et deux bureaux d'accueil et d'information. Le bois et la pierre en sont les principaux matériaux de construction.
Le chemin pentu, le sandō, qui mène du sōmon à la porte principale du temple divise le parc en deux. Deux onigawara, un shachihoko, et de nombreux vestiges en pierre, tels que des sculptures de bouddha, des lanternes, des groupes de statues de Jizō, jonchent le sol moussu du parc. Au bord du sandō, une statue de Saichō, moine bouddhiste fondateur de la branche Tendai du bouddhisme japonais, rappelle l'obédience religieuse des fidèles du temple. Un hokora, dédié au dragon gardien de l'Est, et un autre honorant Inari signalent le syncrétisme historique entre le culte bouddhique et shintoïsme : le Shinbutsu shūgō.
Un recoin du parc abrite une statue de Jūichimenkannon (十一面観音), une des multiples manifestations de la déesse de la miséricorde dotée de onze visages. Cette effigie en bronze de Kannon, posée sur un socle en pierre, devant un saisen bako, boîte à offrandes, flanqué de deux armoires présentant des rangées de supports à cierges, est entourée de panneaux supportant des étagères sur lesquelles sont alignées des centaines de miniatures de la déesse bouddhique.

### Nitenmon

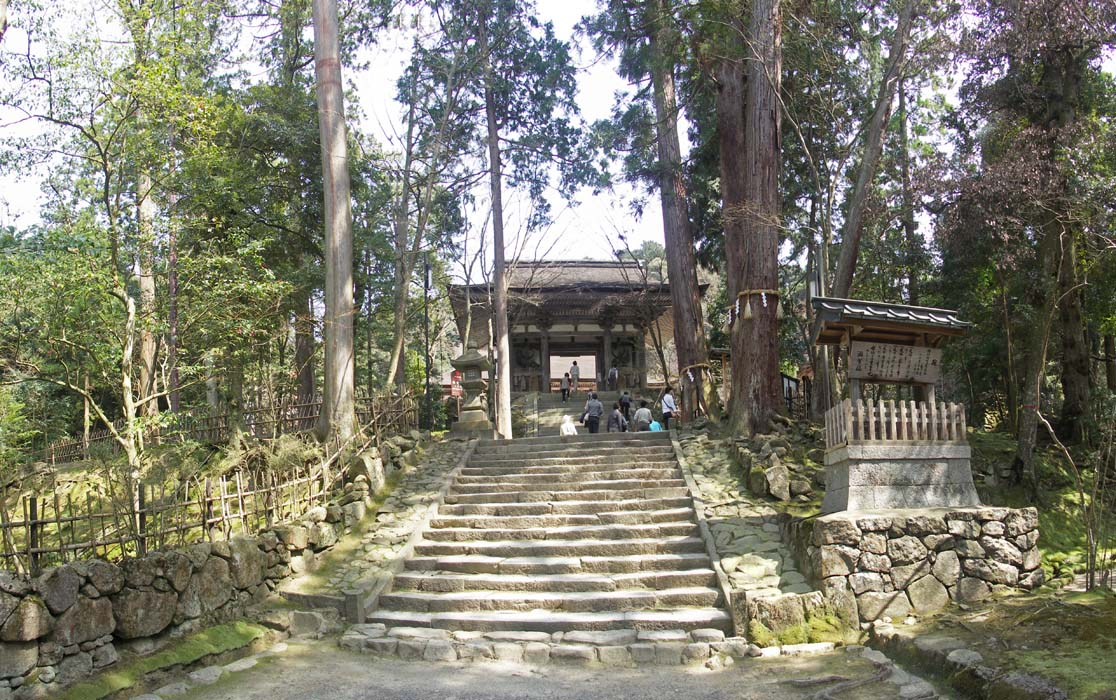
Sandō menant au nitenmon.

Un niōmon, appelé nitenmon (« la porte des deux rois célestes »), marque l'entrée de l'enceinte du temple. Cette porte d'entrée dans le monde sacré des dieux, bâtiment datant de 1407 (époque de Muromachi (1333-1573)), comprend, de part et d'autre de son ouverture, une statue en bois de Zōjō-ten, le gardien du Sud, et une autre de Jikoku-ten, le gardien de l'Est, deux représentants des Quatre Rois célestes, gardiens des horizons et de la loi bouddhique. Elle est entièrement composée de bois dans le style Hakkyakumon et possède un toit de style irimoya.
En 1911, le nitenmon du Saimyō-ji fait son apparition sur la liste établie par l'État japonais des biens culturels importants du Japon.

### Bâtiment principal

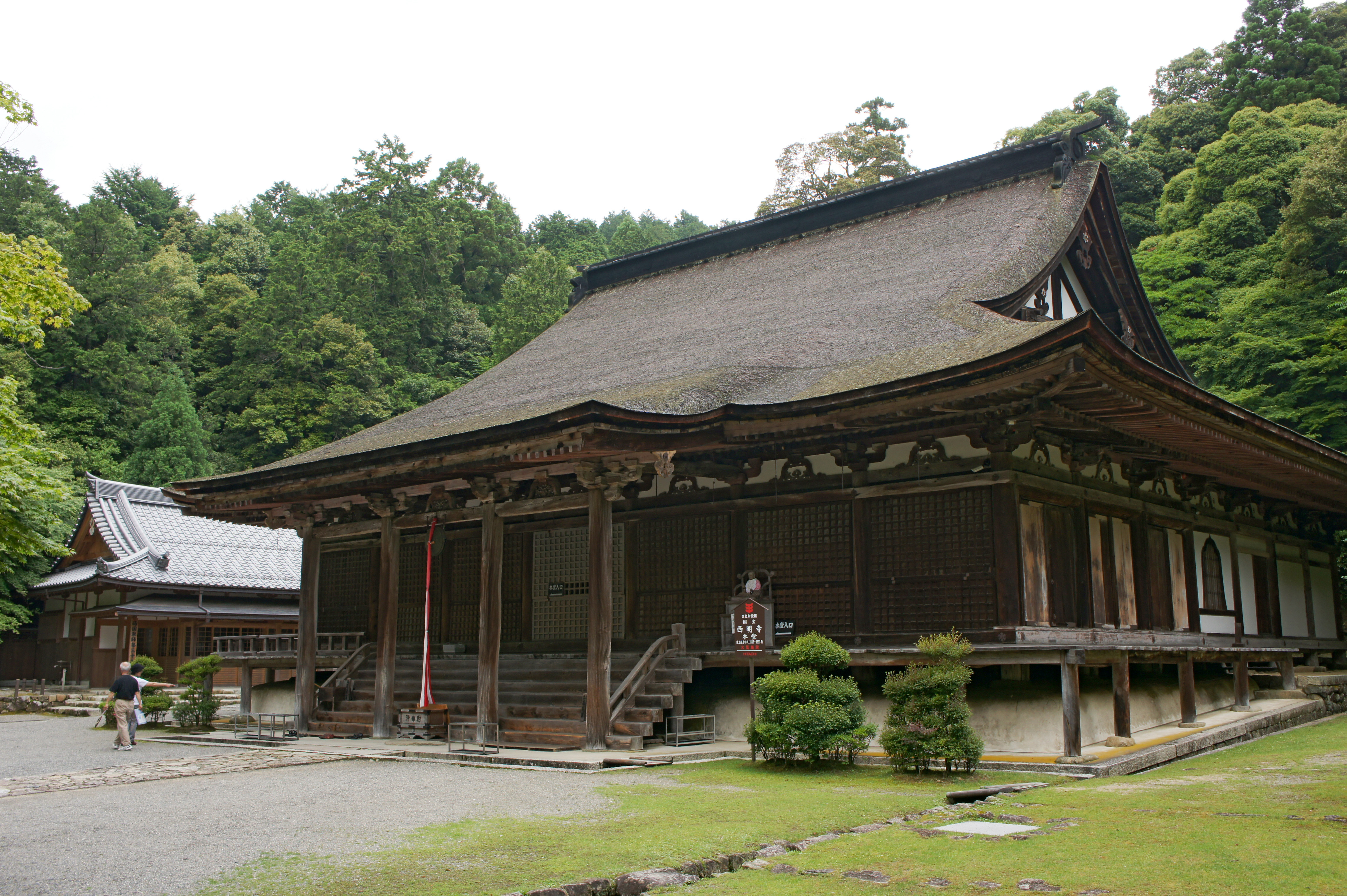
Hondō du temple Saimyō.

Datant de la fin de l'époque de Kamakura, le hondō, aussi nommé ruriden et classé trésor national depuis 1897, est une construction en bois de cyprès du Japon qui tient sans aucun clou. Il sert de lieu de méditation aux fidèles de l'école Tendai.
L'édifice, d'une superficie d'environ 160 m2, abrite des sculptures en bois des douze Généraux célestes (époque de Kamakura), trois statues formant la triade de la Terre pure : Amida Nyorai entourée de Kannon Bosatsu et Seishi Bosatsu, deux statuettes dorées représentant Nikkō Bosatsu et Gakkō Bosatsu, des miniatures en terre cuite des moines Ryōgen et Shinran (époque de Muromachi), et quelques biens culturels importants nationaux : une icône d'Yakushi Nyorai de l'époque de Heian (794-1185), enfermée dans un butsudan, des statues de Shaka Nyorai (époque de Kamakura), de Fudō Myōō, œuvres du moine Enchin datant du début de l'ère Heian, de Kōmoku-ten et Tamon-ten (époque Heian), deux des Quatre Rois célestes de la mythologie bouddhique chinoise.
Le Saimyō-ji est la 32e étape sur le chemin de pèlerinage qui relie depuis 1989, dans la région du Kansai, 49 sites sacrés dédiés à la divinité bouddhique Yakushi Nyorai ; le premier est l'Yakushi-ji de Nara et le dernier l'Enryaku-ji de Kyoto. Un bâtiment près du hondō permet d'accueillir les fidèles qui effectuent chaque année ce pèlerinage et le temple délivre à chacun d'eux un certificat frappé de son sceau officiel attestant leur passage.

### Hōtō
Derrière le bâtiment principal du temple, un escalier en bois mène à une clairière. Dans cet endroit isolé du reste du temple, un hōtō (宝塔) en granite de l'époque Kamakura émerge du sol moussu. Ce bien culturel important national est un monument commémoratif de la fondation du Saimyō-ji.

### Pagode à trois étages

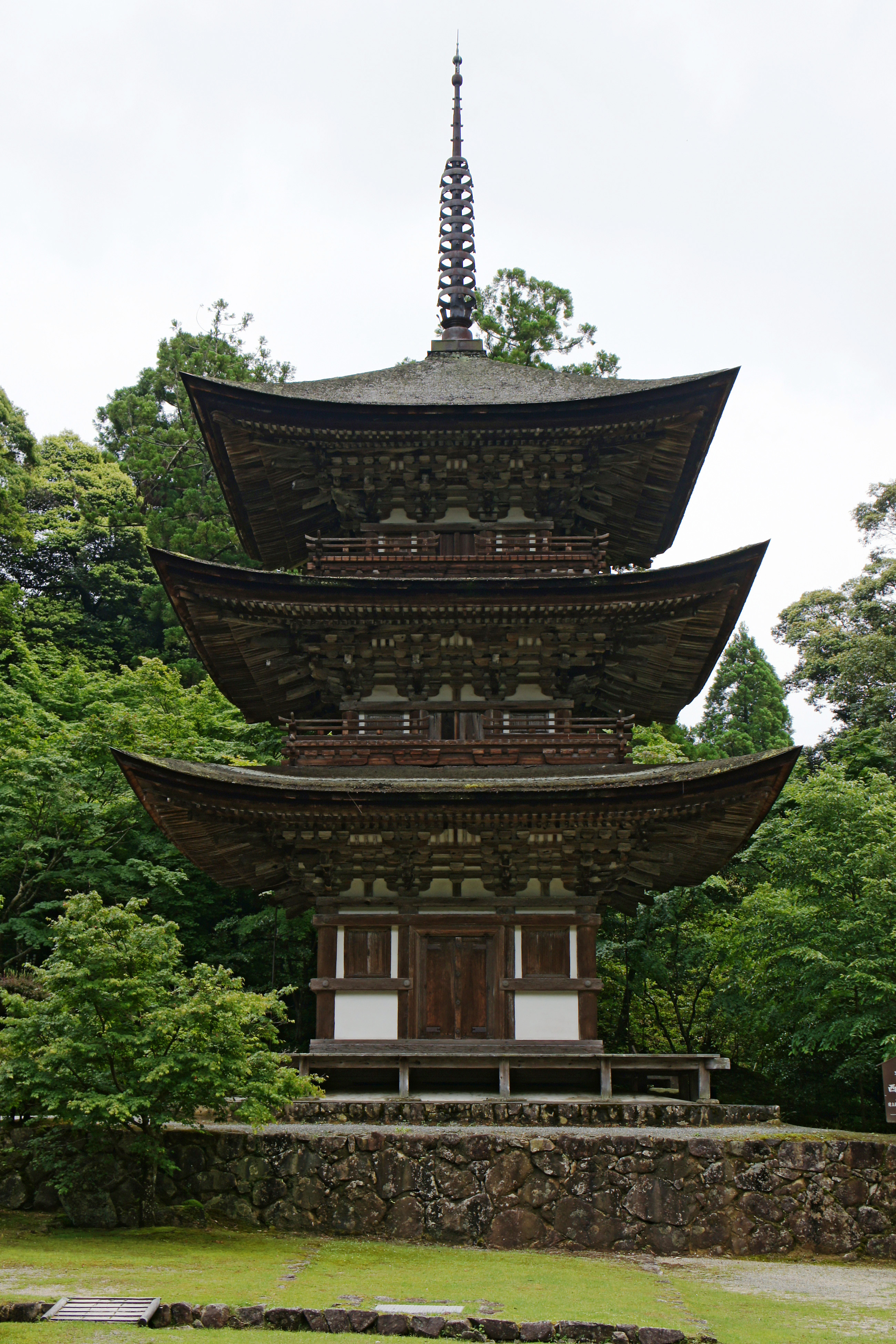
Pagode à trois étages.

Dans l'enceinte du Saimyō-ji se dresse une pagode à trois étages (三重塔, sanjū no tō) haute de près de 24 m. Les charpentiers qui l'ont construite vers la fin de l'époque de Kamakura n'ont utilisé que du bois de cyprès du Japon et aucun clou.
Au premier étage de l'édifice, des peintures murales, œuvres de peintres de l'école Kose, représentent le Sūtra du Lotus, sutra à la base du corpus religieux de la branche Tendai du bouddhisme japonais, et Dainichi Nyorai et ses disciples.
Ce monument, typique du style architectural de l'époque de Kamakura, est classé trésor national depuis 1900.

## Parc Honbō

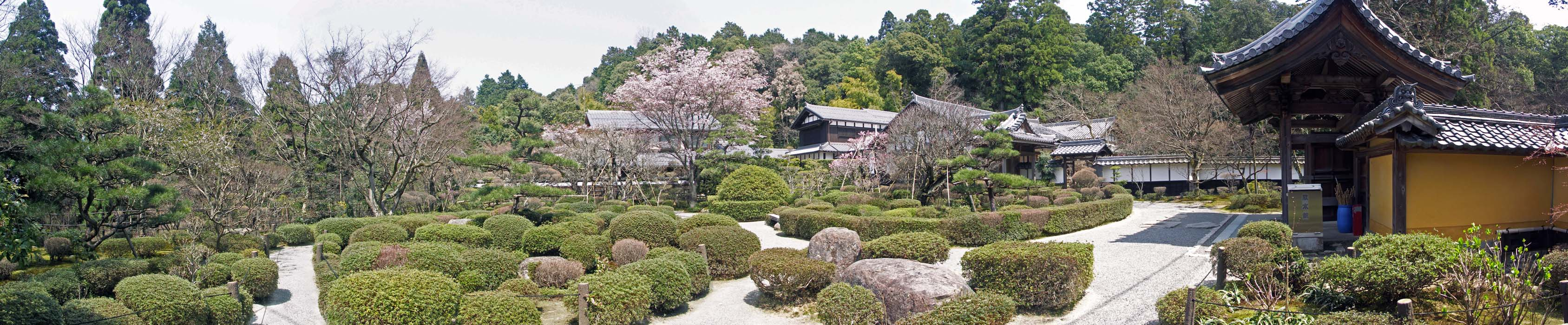
Vue du parc Honbō.

Au-delà de la porte d'entrée du Saimyō-ji s'étend un parc boisé au sol recouvert de mousse ; le parc Honbō (本坊庭園, Honbō-teien). Il rassemble des cèdres, des cyprès, de nombreux érables du Japon, qui suscitent, chaque année en automne, l'admiration des promeneurs de fin de semaine lorsque leurs feuilles virent au rouge sang. Au printemps, les fleurs roses et blanches des cerisiers Yoshino, des cerisiers des montagnes et des cerisiers pleureurs de l'équinoxe de printemps (彼岸桜, higanzakura), les clochettes blanches des Enkianthus perulatus et l'étendue palette de couleurs des massifs d'azalées et d'hortensias attirent de nombreux visiteurs lors de la traditionnelle fête des cerisiers.
De début septembre jusqu'en novembre, une foule se presse dans les allées du parc, à l'occasion du hanami d'automne, lorsque les lis crapaud, les camélias fleur de thé, les momiji et les fudan zakura (不断桜, litt. « cerisier toujours en fleurs »), un cultivar à floraison tardive d'un genre de cerisier ornemental du Japon, donnent la pleine mesure de leur floraison,. Certains de ces sakura ont été plantés au milieu du XVIIIe siècle.
Près du nitenmon,  deux cèdres du Japon (Cryptomeria japonica) forment un couple d'arbres siamois par la base de leur tronc. Un shimenawa les entourant souligne le caractère sacré de ce « couple marié » (夫婦, meoto) plus que millénaire,. Associés au cèdre beaucoup plus jeune qui pousse à quelques centimètres de leurs troncs accolés, ils symbolisent la famille à laquelle une croyance locale attribue des propriétés miraculeuses : il suffirait d'apposer les mains sur leurs racines ou leur tronc pour s'assurer une bonne santé, la longévité, une vie de couple harmonieuse, la prospérité familiale ou encore un accouchement sans douleurs.

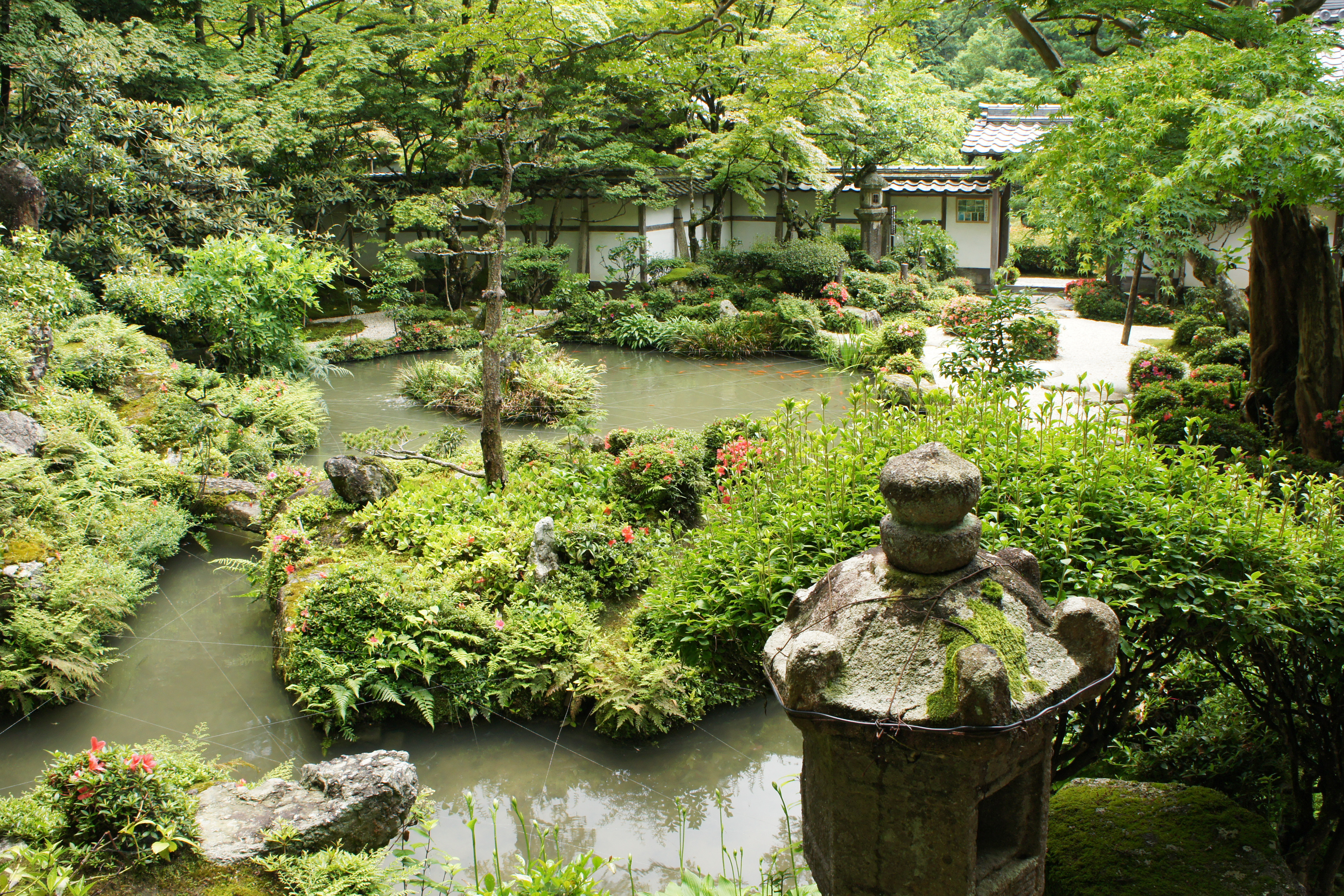
Vue du jardin Hōrai.

Le parc, classé site historique, lieu de beauté pittoresque et monument naturel du Japon depuis 1987, comprend un jardin paysager : jardin Hōrai (蓬莱庭, Hōraitei), un don du daimyō Mochizuki fait à l'occasion de la célébration de la reconstruction du temple en 1673. Avec ses pierres figurant la triade de la Terre pure, Nikkō et Gakkō Bosatsu, et les douze Généraux célestes, cette étendue de verdure constitue une allégorie du mont Penglai de la mythologie chinoise,. Des herbes d'un îlot de son étang à carpes koï, émergent des pierres dont les formes évoquent soit une tortue soit une grue en papier, figure traditionnelle de l'art japonais du pliage du papier.